# Gomirje
Gomirje je naselje u Primorsko-goranskoj županiji. Nalazi se u Gorskom kotaru, u blizini grada Vrbovskog, kojem administrativno pripada. 
Mjesto ima 343 stanovnika, prema popisu iz 2011. godine. Pripada poštanskom uredu 51327 Gomirje.

## Stanovništvo
| broj stanovnika | 1180  | 1505  | 905   | 599   | 549   | 523   | 506   | 610   | 369   | 387   | 381   | 430   | 466   | 478   | 435   | 343   | 255   |
|                 | 1857. | 1869. | 1880. | 1890. | 1900. | 1910. | 1921. | 1931. | 1948. | 1953. | 1961. | 1971. | 1981. | 1991. | 2001. | 2011. | 2021. |

## Spomenici i znamenitosti
U Gomirju se nalazi manastir Gomirje - najzapadniji pravoslavni manastir u Europi u čijem je sklopu i crkva Roždenija sv. Jovana Preteče. Godinom osnivanja manastira smatra se 1600., a gradnja današnje crkve započela je 1719.

## Poznate osobe
Poznate osobe koje su rođene ili su živjele u Gomirju:
- Lazar Mamula (1795.-1878.), austrougarski general i namjesnik Dalmacije

## Vanjske poveznice
- LZMK / Hrvatska enciklopedija: Gomirje
- Manastir Gomirje